# The Bourne Identity
The Bourne Identity är en amerikansk-tysk-tjeckisk spionfilm från 2002 i regi av Doug Liman. I filmen spelar Matt Damon agenten Jason Bourne som lider av minnesförlust och av post-traumatisk stress. Bourne försöker hitta sin rätta identitet mitt i en hemlig konspiration inom Central Intelligence Agency (CIA). CIA vill hitta Bourne för att gripa eller döda honom eftersom han oförklarligt misslyckats med ett lönnmord och sedan underlåtit att rapportera vad som hänt. Bourne slår sig ihop med Marie, spelad av Franka Potente. Marie försöker att hjälpa Bourne att återfå sina minnen. I filmen spelar även andra filmstjärnor, såsom Chris Cooper, Clive Owen, Brian Cox och Julia Stiles.
Filmen är en nyinspelning av Identitet okänd från 1988. Manusförfattare är Tony Gilroy och William Blake Herron. Filmens manus är löst baserat på Robert Ludlums roman Identitet Kain, som på originalspråket har samma namn som filmen. Ludlum producerade även filmen tillsammans med Frank Marshall. Ludlum avled 2001, året innan Universal Studios släppte filmen på bio. Filmen hade världspremiär i USA 14 juni 2002, fick positiv kritik och ett väl mottagande av publiken. The Bourne Identity hade biopremiär i Sverige 18 oktober 2002. Filmen fick två uppföljare: The Bourne Supremacy (2004) och The Bourne Ultimatum (2007). 2009 ryktades om att någon eller alla tre litterära uppföljare av Eric Van Lustbader skulle filmatiseras. Det blev en fjärde film, The Bourne Legacy, som hade premiär 2012, dock utan Jason Bourne med huvudroll.

## Rollista
| Matt Damon               | – Jason Bourne        |
| Franka Potente           | – Marie Helena Kreutz |
| Chris Cooper             | – Alexander Conklin   |
| Clive Owen               | – The Professor       |
| Brian Cox                | – Ward Abbott         |
| Adewale Akinnuoye-Agbaje | – Nykwana Wombosi     |
| Gabriel Mann             | – Danny Zorn          |
| Julia Stiles             | – Nicky Parsons       |
| Nicky Naude              | – Castel              |
| Russell Levy             | – Mannheim            |

## Produktion
Regissören Doug Liman har sagt att han varit ett fan av ursprungsromanen av Robert Ludlum sedan han läst den på gymnasiet. Det tog fem år att producera filmen.
Filmen försenades från det ursprungliga lanseringsdatumet, september 2001, till juni efterföljande år på grund av ett antal omtagningar, omskrivningar samt av planeringsproblem i produktionens slutskede. Budgeten sattes till 52 miljoner dollar, men överskreds med åtta miljoner dollar. Under nästan hela inspelningen skrev manusförfattaren Tony Gilroy om manuset. Av ekonomiska skäl fick regissören att acceptera vissa kompromisser. Matt Damon beskrev produktionen som en kamp med hänvisning till de tidigare konflikter han och regissören Doug Liman hade med företaget. Men han tonade ned den påstådda klyftan mellan honom om produktionsbolaget när han sade '"When I hear people saying that the production was a nightmare it's like, a 'nightmare'? Shooting's always hard, but we finished."' (fritt översatt: "När jag hör människor säga att produktionen var en mardröm ställer jag mig frågande, vadå 'mardröm'? Inspelningar är alltid svåra men vi klarade av det.")
Limans sätt att regissera var ofta handgripliga. Många gånger skötte han kameran själv för att skapa vad han ansåg var en intimare relation mellan sig själv, materialet och skådespelarna. Han ansåg att han förlorade denna kontakt om han bara observerade inspelningen på en bildskärm. Detta tankesätt har Liman utvecklat från sin bakgrund som småskalig "indie film maker".

## Rollbesättning
Andra tilltänkta för rollen som Jason Bourne var bland andra Russell Crowe och Sylvester Stallone. Matt Damon, som slutligen fick rollen, insåg att även om filmen skulle innehålla många element av Action, handlade berättelsen främst om personerna. Damon som aldrig spelat en så fysiskt krävande roll insisterade på att få utföra många av filmens stunts själv, för att filmens trovärdighet skulle hållas så hög som möjligt.
Franka Potentes rollframträdande i Spring Lola fick Liman att överväga henne för rollen som Marie Helena Kreuz. Liman ville ha en skådespelerska som var obekant för den amerikanska publiken och som var en lämplig motpol till Bournes rollfigur.

## Kritik
Filmens kritik blev övervägande positiv. Som exempel gav 'Rotten Tomatoes' filmen 82 procent.
Inom första veckan efter världspremiären drog The Bourne Identity in nästan 30 miljoner dollar från knappt tre tusen filmsalonger. Internationellt har filmen dragit in över 200 miljoner dollar.